# Konstantin Konstantinowitsch Rokossowski

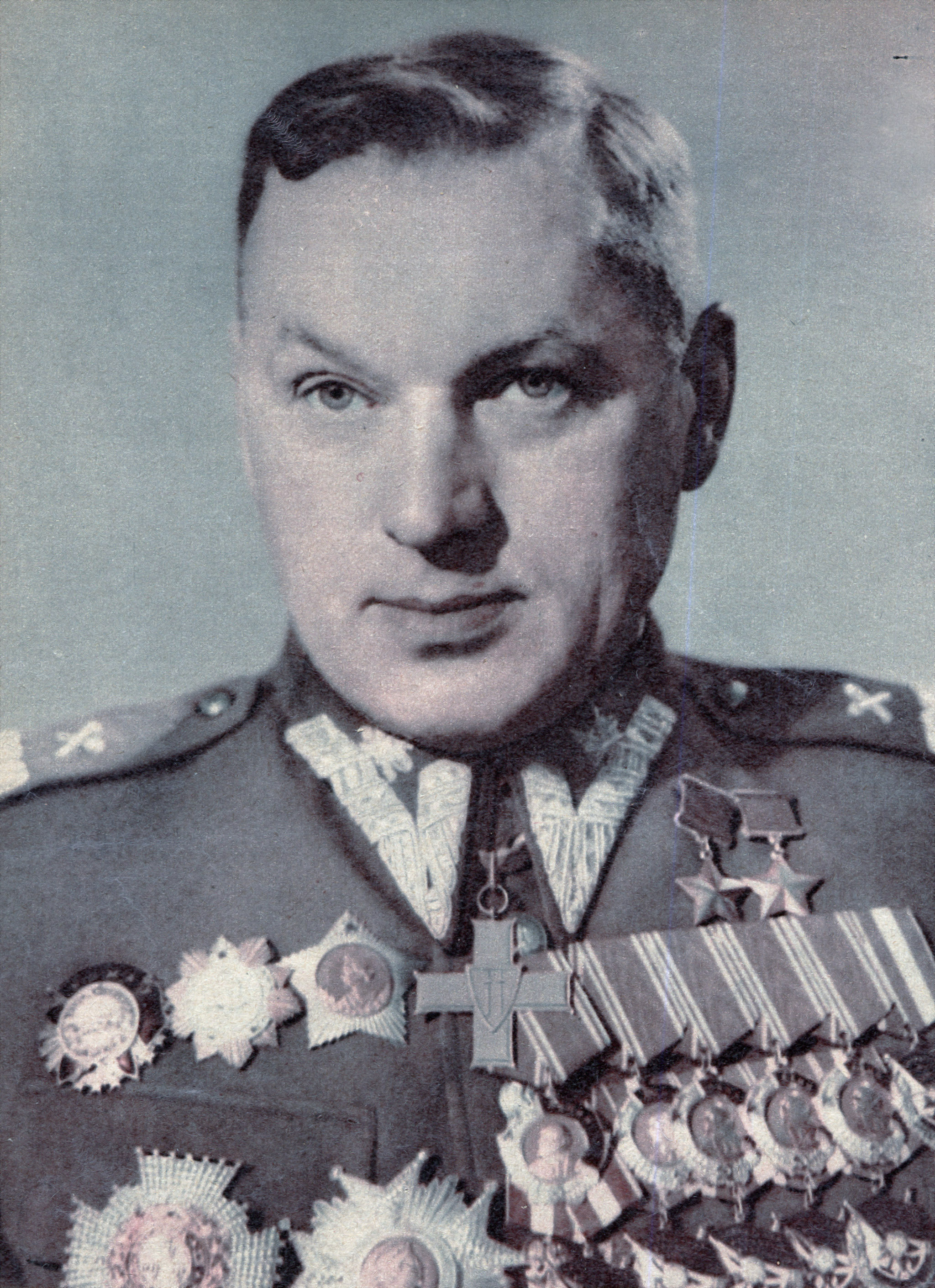
Rokossowski im November 1949 in der Uniform eines Marschalls von Polen

Konstantin Konstantinowitsch Rokossowski (russisch Константин Константинович Рокоссовский, polnisch Konstanty Rokossowski; * 21. Dezember 1896 in Warschau oder Welikije Luki, Russisches Kaiserreich; † 3. August 1968 in Moskau) war Marschall der Sowjetunion im Zweiten Weltkrieg und in der Volksrepublik Polen Verteidigungsminister sowie Marschall von Polen.

## Leben

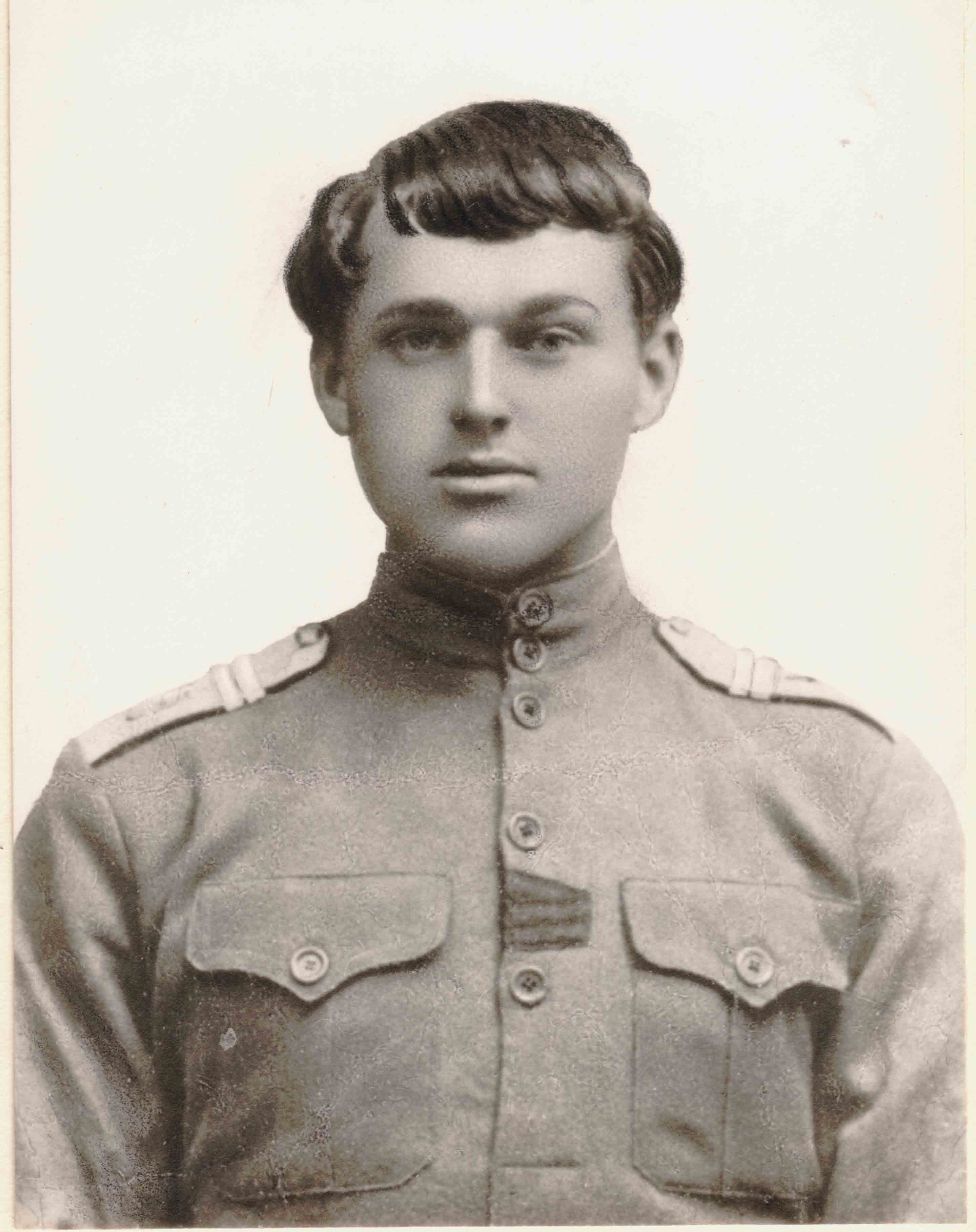
Konstantin Rokossowski (1916)

Rokossowski stammte aus einem verarmten Zweig der bereits im 15. Jahrhundert bekannten Familie des polnischen Uradels des Wappenstammes Glaubicz (Glaubitz), deren Namen vom ursprünglichen Familienbesitz Rokosowo bei Kościan in Großpolen abgeleitet war. Rokossowskis Vorfahren hatten in Kongresspolen als Teilnehmer an den Aufständen von 1830 und 1863 gegen die russische Herrschaft ihre Güter verloren und bürgerliche Berufe ergreifen müssen. Sein Vater Ksawery Wojciech, (1853–1910) übte als Lokomotivführer einen sehr geachteten und gut bezahlten Beruf aus, seine Mutter Antonina Owsjannikowa stammte aus dem russischen Kleinadel und war Lehrerin. Rokossowskis Vater starb 1910 bei einem Zugunglück, seine Mutter starb kaum ein Jahr später.
Rokossowski besuchte die private Laguna-Grundschule und das Realgymnasium der Kaufmännischen Genossenschaft in Warschau, das er 1910 nach dem Tod seiner Mutter verlassen musste, um Arbeit in einer Strumpffabrik aufzunehmen. 1912 wurde er als Teilnehmer der Demonstration zum 1. Mai verhaftet und verlor seine Arbeit, wonach er eine Lehrlingsstelle in einer Steinmetzwerkstatt erhielt.
Nach dem Ausbruch des Ersten Weltkrieges meldete er sich als Freiwilliger bei der russischen 5. Kavalleriedivision, die in der Nähe von Warschau stationiert war. Als Soldat des 5. Kargopolschen Dragoner-Regiments nahm er an den Kämpfen bei Warschau, Lodz, in Litauen und Lettland teil. 1915 beendete er einen Unteroffizierslehrgang erfolgreich und wurde zum Korporal befördert. Um diese Zeit änderte er sein Patronym von „Ksawerowitsch“ zu „Konstantinowitsch“, um weniger polnisch zu wirken und in der Hoffnung, im Russischen Reich Karriere machen zu können. Er ließ auch den Geburtsort in seinen Papieren ändern und war nun in Welikije Luki, Gouvernement Pskow geboren (so heißt es noch in der Sowjetischen Enzyklopädie von 1972).

### Russischer Bürgerkrieg
Nach der Oktoberrevolution weigerte er sich, in das in Russland entstehende Polnische Korps einzutreten und schuf nach der Auflösung seines alten Regiments eine Kargopoler Abteilung der Roten Armee. Als Soldat der Roten Armee nahm er am Bürgerkrieg teil, unter anderem in der Ukraine und im Gebiet des Uralgebirges an den Kämpfen gegen die Armee des Admirals Koltschak. Seit 1919 Mitglied der KPR(B), war er am Ende des Bürgerkrieges Regimentskommandeur bei der Kavallerie.

### Nachkriegsphase und Stalinismus
Von 1920 bis 1936 war Rokossowski nach Beendigung der Ausbildung an der Offiziersschule (1924–1925; zusammen mit Georgi Schukow) als Regiments- und später Brigadekommandeur im Fernen Osten, eine Zeit lang war er als militärischer Berater von Chiang Kai-shek abgestellt. Danach war er in der Sowjetrepublik Weißrussland stationiert, wo er 1936 zum Generalmajor befördert wurde.
1937 wurde ihm im Rahmen der Stalinschen Säuberungen der Roten Armee Spionagetätigkeit für den polnischen und japanischen Nachrichtendienst durch Mitarbeiter der Geheimpolizei des NKWD vorgeworfen. Bei Verhören wurden ihm mehrere Zähne ausgeschlagen, Rippen gebrochen und Scheinerschießungen durchgeführt. Im anschließenden Prozess wurde er degradiert, zu zehn Jahren Gulag verurteilt und nach Norilsk verbracht. Im März 1940, nach dem für die Sowjetunion sehr verlustreichen Winterkrieg gegen Finnland, wurde er ohne Angabe von Gründen begnadigt und nach einem Kuraufenthalt in Sotschi wieder mit seinem alten Dienstgrad in die Armee aufgenommen.

### Zweiter Weltkrieg

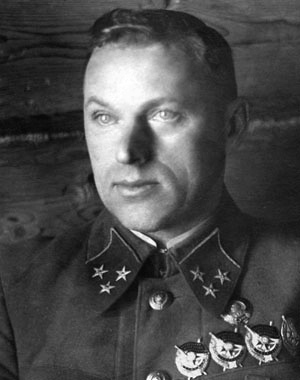
Generalleutnant Konstantin Rokossowski (1941)

Zu Beginn des Deutsch-Sowjetischen Krieges befehligte Rokossowski das 9. mechanisierte Korps in der Panzerschlacht bei Dubno-Luzk-Riwne, wo er einen erfolgreichen Gegenstoß bei Dubno durchführen konnte. Im Juli 1941 wurde Rokossowski daher zum Generalleutnant und Kommandeur einer ad hoc zusammengestellten operativen Gruppe der 16. Armee ernannt, die der sowjetischen Westfront unterstellt war und den Frontabschnitt bei Smolensk verteidigte (→Kesselschlacht bei Smolensk). Rokossowski konnte in seinem Abschnitt eine wirksame Verteidigung aufbauen und den deutschen Vormarsch erheblich verzögern. Nachdem er im Oktober 1941 mit seinem Stab aus dem Kessel von Wjasma entkommen war, wurde er zum Befehlshaber der 16. Armee ernannt und stellte sie aus verfügbaren Einheiten quasi neu auf. Während der Schlacht um Moskau verteidigte die 16. Armee den Frontabschnitt bei Istra.
Am 8. März 1942 wurde er bei einem nächtlichen deutschen Beschuss seines Quartiers, eines ehemaligen Bauernhauses, durch Granatsplitter schwer verwundet. Er verbrachte zwei Monate im Lazarett und kehrte unmittelbar nach seiner Genesung im Mai 1942 zur Armee zurück.
Nachfolgend war er bis 1943 Befehlshaber der Donfront nördlich von Stalingrad und Hauptverantwortlicher für die Durchführung der Operation Uranus, die zur Einkesselung der deutschen 6. Armee führte. Am Nachmittag des 2. Februar 1943, die Schlacht von Stalingrad war gerade siegreich beendet worden, verhörte Rokossowski den zwei Tage zuvor in Gefangenschaft gegangenen Generalfeldmarschall Friedrich Paulus. Das bei dieser Gelegenheit aufgenommene Foto erschien in allen Zeitungen der Alliierten und machte Rokossowskis Gesicht weltbekannt.
Rokossowski wurde zum Armeegeneral befördert und zum Kommandeur der Zentralfront (später in 1. Weißrussische Front umbenannt) erhoben. In dieser Position spielte er eine wichtige Rolle in der Schlacht bei Kursk, später in den Kämpfen in Belarus und bei der Operation Bagration Mitte 1944, die das Gebiet seiner alten Heimat Polen erreichte. Wie allen Oberbefehlshabern der Roten Armee war auch Rokossowski ein hoher Parteifunktionär als „Mitglied des Militärrats“ zugeteilt; diese Aufgabe oblag Nikolai Bulganin. Am 29. Juni 1944 wurde Rokossowski zum Marschall der Sowjetunion erhoben und am 30. Juli mit dem Titel Held der Sowjetunion ausgezeichnet.
Am 30./31. Juli 1944 erreichten die sowjetischen Verbände nach einem Vormarsch über mehrere hundert Kilometer das rechte Ufer der Weichsel und befreiten Warschaus östliche Vorstadt, Praga. Die polnische Heimatarmee löste (wie bereits am 7. Juli 1944 in Vilnius und am 16. Juli 1944 in der Woiwodschaft Lwów, →Aktion Burza) ohne Abstimmung mit der Führung der Sowjetunion am 1. August den Warschauer Aufstand aus. Diese Kämpfe, die bis zum 4. Oktober 1944 dauerten, führten zur weitgehenden Zerstörung der Stadt und endeten mit der Niederlage der der prowestlichen Exilregierung nahestehenden Aufständischen.
Die Rolle Marschall Rokossowskis in Bezug auf den Warschauer Aufstand wird bis heute kontrovers diskutiert. Er selbst bestritt in seinen Memoiren, die Mittel für eine Unterstützung der polnischen Aufständischen gehabt zu haben. Tatsächlich hatte die Rote Armee vor Warschau durch einen deutschen Gegenangriff empfindliche Verluste hinnehmen müssen (→Panzerschlacht vor Warschau) und ihre Nachschubwege waren nach einem über 600 Kilometer langen Vorstoß in Richtung Westen überdehnt. Andererseits wurden eigenmächtige Versuche der unter sowjetischem Kommando stehenden 1. polnischen Armee, am 16. September 1944 die Aufständischen zu unterstützen, schnell durch das sowjetische Hauptquartier Stawka unterbunden. Bis heute besteht eine Kontroverse über die Frage, ob die Rote Armee und damit auch Marschall Rokossowski die Niederschlagung des Aufstandes durch die Deutschen bewusst in Kauf genommen hat. Diese lässt sich abschließend nur durch die Einsicht von derzeit immer noch unter Verschluss stehenden Akten der Stawka beantworten.
In der Januaroffensive von 1945 war Rokossowski Befehlshaber der 2. Weißrussischen Front, deren Kampfoperationen Ostpreußen und Westpreußen umfassten.
In der letzten Phase des Krieges in Norddeutschland erreichten Rokossowskis Verbände die Elbe. An der Ostseeküste wurde Rügen erobert und Stoßtruppen kamen bis vor Wismar, welches bereits von den Briten eingenommen war. Wenige Stunden nach der (ersten) Unterzeichnung der bedingungslosen Kapitulation der Wehrmacht traf er dort am 7. Mai mit dem britischen Feldmarschall Bernard Montgomery zusammen.

### Nachkriegszeit

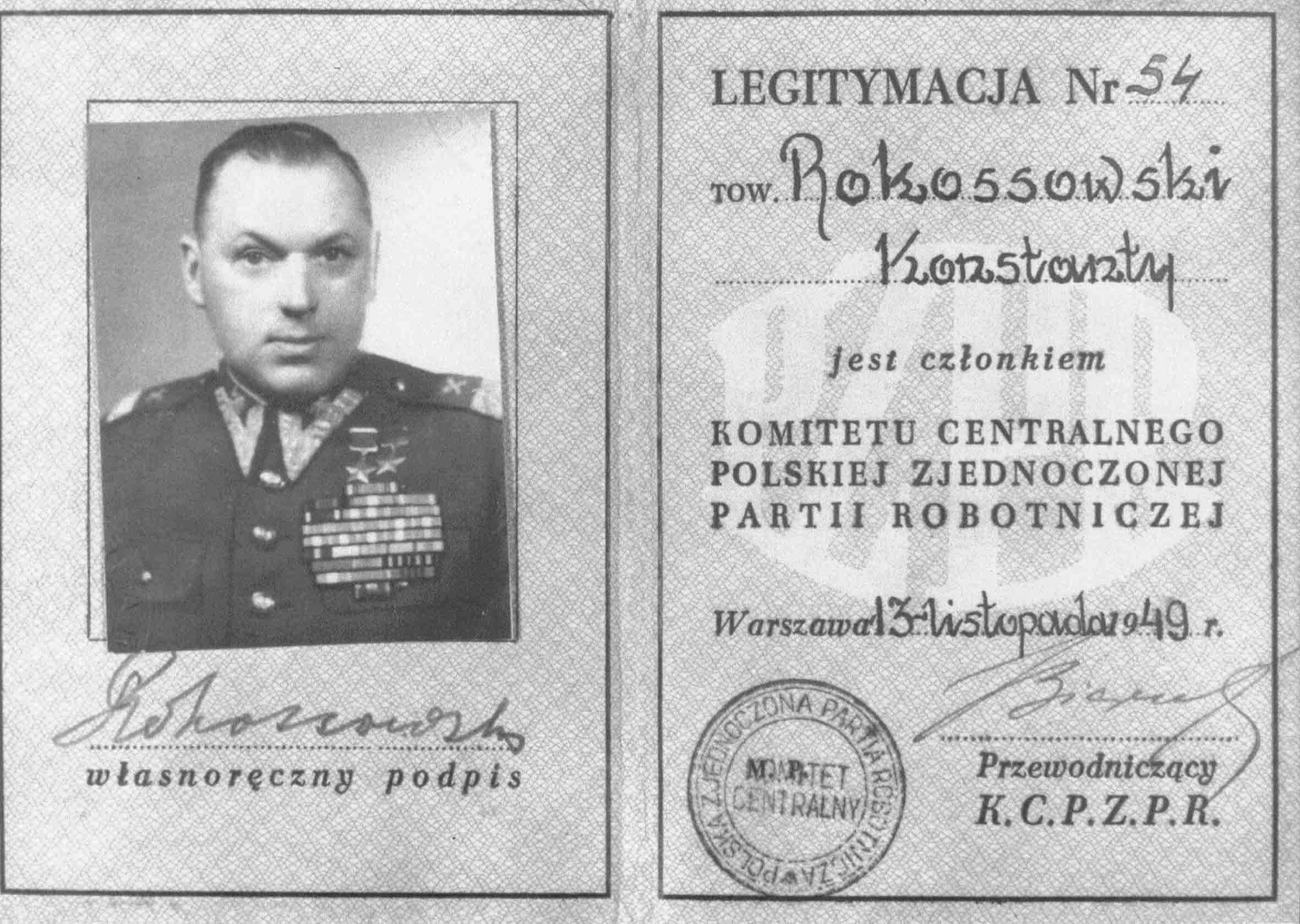
Konstantin Rokossowski, Ausweis des Zentralkomitees der PZPR, Unterschrift rechts: Bierut, 13. November 1949

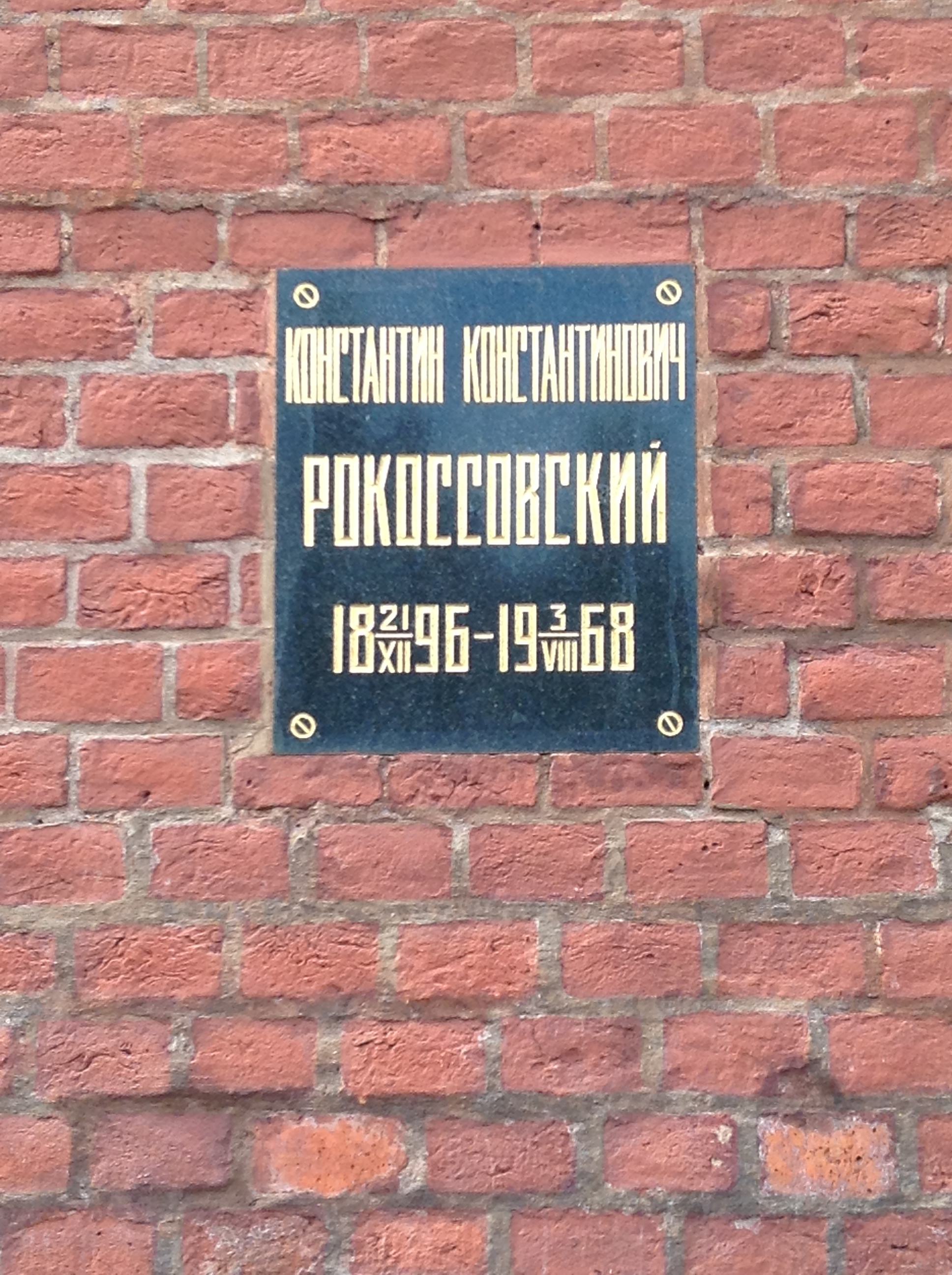
Urnengrab von Rokossowski (2014)

Am 24. Juni 1945 meldete Rokossowski an Schukow die zur Moskauer Siegesparade angetretenen Truppen der Roten Armee. Von 1945 bis 1949 war er Oberbefehlshaber der in Polen stationierten Nordgruppe der Sowjetarmee.
Stalin, der eine energischere Sowjetisierung der polnischen Volksarmee wünschte, ließ Rokossowski in diesem Jahr durch den von der Sowjetunion eingesetzten Präsidenten Bolesław Bierut zum Marschall von Polen und zum Verteidigungsminister ernennen. Rokossowski wurde von einer großen Gruppe sowjetischer Berater und Experten unterstützt. Bald darauf wurden hunderte polnische Offiziere – besonders die, die im Heer der Zweiten Republik als Unteroffiziere gedient hatten (vom alten Offizierskorps gab es nur einige wenige, die zu den Kommunisten übergingen) – entlassen. Die meisten Polen sahen in Rokossowski einen „Agenten“ Stalins und vertrauten ihm nicht. Rokossowski hatte mehr als 30 Jahre nicht mehr in Polen gelebt und sprach deswegen nur noch gebrochen Polnisch. Er bestimmte, dass polnische Soldaten nur Russisch mit ihm sprechen sollten.
Während der politischen Umwälzungen im Oktober 1956 kehrte der unter Bierut inhaftierte frühere Parteichef Władysław Gomułka an die Spitze der Arbeiterpartei zurück. Gomulka setzte beim sowjetischen Parteichef Nikita Chruschtschow durch, dass Rokossowski mitsamt seinem Stab nach Moskau zurückbeordert wurde. Rokossowski wurde 1957 zum Generalinspekteur der Streitkräfte und stellvertretendem Verteidigungsminister ernannt. Seine letzte Ehrenfunktion war die des Mitglieds der Gruppe der Generalinspekteure der Sowjetarmee.
Er war mit einer Russin verheiratet, sie hatten eine Tochter. Eine Schwester Rokossowskis verbrachte ihr ganzes Leben in Warschau und starb dort 1982. Rokossowski starb 1968 in Moskau; seine Urne wurde an der Kremlmauer in Moskau beigesetzt, wo auch Stalin und Schukow begraben sind.

## Kommandos
- 7. Samaraer Kavalleriedivision „Englisches Proletariat“ ca. 1932 innerhalb des 3. Kavalleriekorps unter Befehlshaber Semjon Konstantinowitsch Timoschenko
- 5. Kavalleriekorps 1936–1937
- 9. mech. Korps im Kiewer Besonderen Militärbezirk / Südwestfront – Dezember 1940 – Juli 1941
- 16. Armee – August 1941 bis Juli 1942
- Brjansker Front – Juli bis September 1942
- Donfront – September 1942 bis Februar 1943
- Zentralfront – Februar bis Oktober 1943
- Weißrussische Front – Oktober 1943 bis Februar 1944
- 1. Weißrussische Front – Februar bis November 1944
- 2. Weißrussische Front – November 1944 bis Kriegsende
- Nordgruppe der Streitkräfte 1945 bis 1949
- Verteidigungsminister der Volksrepublik Polen 1949 bis 1956
- Transkaukasischer Militärbezirk 1957 bis 1958

## Auszeichnungen (Auswahl)

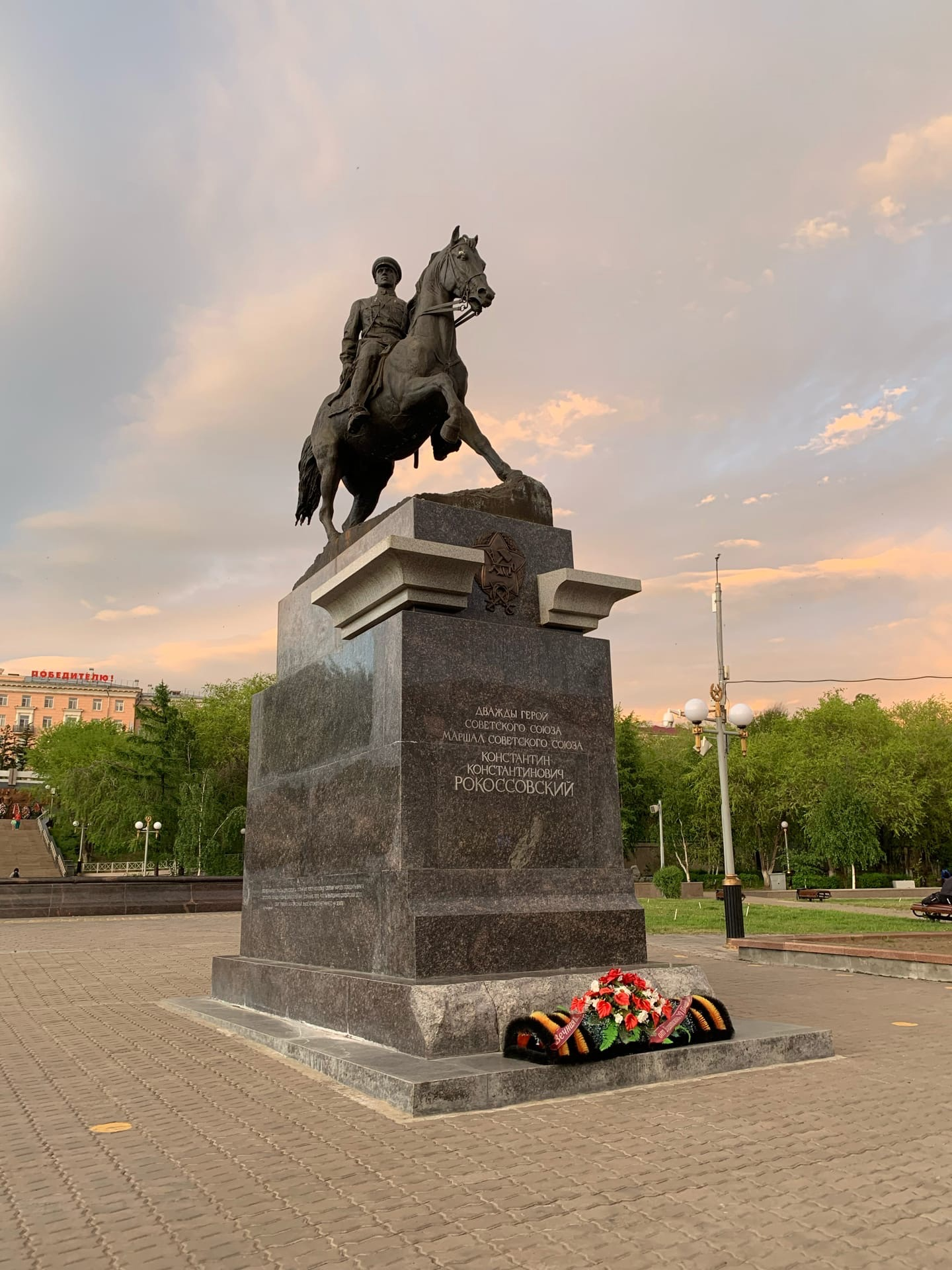
Denkmal für Marschall der Sowjetunion Konstantin Rokossowski in Ulan-Ude, Russland (2021)

- Stern des Helden der Sowjetunion (zweimal)
- Leninorden (siebenmal)
- Orden der Oktoberrevolution 1968
- Sowjetischer Siegesorden
- Suworoworden I. Klasse 1943
- Kutusoworden I. Klasse 1943
- Rotbannerorden (sechsmal)
- Großoffizier der Ehrenlegion 1945
- Honorary Knight Commander des Order of the Bath 1945
- Chief Commander der Legion of Merit 1946

sowie zahlreiche inländische und ausländische Orden, Medaillen und Ehrenzeichen.